# In the Name of My Father – The Zepset – Live from Electric Ladyland
In the Name of My Father – The Zepset – Live from Electric Ladyland album wydany w roku 1997 przez The Jason Bonham Band. Zawiera wyłącznie covery utworów zespołu Led Zeppelin i stanowi hołd dla perkusisty zespołu i ojca Jasona Bonhama, Johna.
Pomysł na album pojawił się po tym, jak zespół Jasona Bonhama zaczął na koncertach grywać utwory Led Zeppelin. Czasami Bonham nagrywał te występy, by je później odsłuchać i był z nich na tyle zadowolony, że zdecydował się na nagranie utworów na żywo w Electric Lady Studios w Nowym Jorku. Dochody ze sprzedaży płyty zostały przekazane organizacjom John Bonham Memorial Motorcycle Camp oraz Big Sisters of Los Angeles.

## Lista utworów
| Nr. | Tytuł                                              | Twórcy                                     | Czas  |
| --- | -------------------------------------------------- | ------------------------------------------ | ----- |
| 1.  | In the Evening                                     | John Paul Jones, Jimmy Page i Robert Plant | 7:13  |
| 2.  | Ramble On                                          | Page i Plant                               | 5:35  |
| 3.  | The Song Remains the Same                          | Page i Plant                               | 5:45  |
| 4.  | What Is and What Should Never Be                   | Page i Plant                               | 5:15  |
| 5.  | The Ocean                                          | John Bonham, Jones, Page i Plant           | 4:47  |
| 6.  | Since I've Been Loving You                         | Jones, Page i Plant                        | 7:53  |
| 7.  | Communication Breakdown                            | Bonham, Page i Plant                       | 4:57  |
| 8.  | Ten Years Gone                                     | Page i Plant                               | 7:43  |
| 9.  | The Rain Song                                      | Page i Plant                               | 2:25  |
| 10. | Whole Lotta Love (zawiera fragment innych utworów) | Bonham, Willie Dixon, Jones, Page, i Plant | 19:22 |

## Skład
- Jason Bonham – perkusja, wokal
- Tony Catania – gitara elektryczna
- John Smithson – gitara basowa, organy
- Charles West – wokal